# Osinica
Osinica (drijas; lat. Dryas), biljni rod polugrmova iz porodice ružovki rasprostranjen po sjevernoj hemisferi Euroazije i Sjeverne Amerike. 
U Hrvatskoj raste jedna od četiri vrste na popisu, to je osmerolatična osinica.

## Opis
Osinice su zimzeleno grmlje. Cvjetovi tih vrsta imaju osam latica umjesto tipičnih pet koje su uobičajene u porodici.

## Vrste
1. Dryas drummondii Richardson ex Hook.
2. Dryas grandis Juz.
3. Dryas integrifolia Vahl
4. Dryas octopetala L.
5. Dryas ×chamissonis Spreng. ex Juz.
6. Dryas ×grandiformis Jurtzev
7. Dryas ×henricae Juz.
8. Dryas ×lewinii Rouleau
9. Dryas ×suendermannii Kellerer ex Sünd.

## Sinonimi
- Ptilotum Dulac; Fl. Hautes-Pyr. 313 (1867)